# Maison natale de Savo Jovanović Sirogojno
La maison natale de Savo Jovanovic Sirogojno (en serbe cyrillique : Кућа народног хероја Саве Јовановића Сирогојна ; en serbe latin : Kuća narodnog heroja Save Jovanovića Sirogojna) se trouve à Trnava, dans la municipalité de Čajetina et dans le district de Zlatibor, en Serbie. Elle est inscrite sur la liste des monuments culturels protégés de la république de Serbie (identifiant no SK 533).

## Présentation
Le héros national Savo Jovanović (1926-1944), surnommé « Sirogojno », est né dans la maison.